# Anomalotinea arabica
Anomalotinea arabica är en fjärilsart som beskrevs av Petersen 1961. Anomalotinea arabica ingår i släktet Anomalotinea och familjen äkta malar.
Artens utbredningsområde är Saudiarabien. Inga underarter finns listade i Catalogue of Life.